# Veritas Software
Veritas Software Corporation foi uma empresa de software internacional, que foi fundada em 1983, sob o nome Tolerant Systems, tendo sido rebatizada mais tarde como Veritas Software Corp em 1989. Atualmente se encontra fundida com a Symantec, fato que aconteceu em 2005. O nome Veritas foi criado em homenagem a Universidade de Harvard sua alma mater. 
Sua sede se localiza em Mountain View, Califórnia. A empresa é especializada em software de gerenciamento de armazenamento que inclui o logs nas extensões, VxFS, VxVM, VCS, para uso pessoal e mais tarde desenvolveu o famoso programa de backup NetBackup. Veritas foi listada na Nasdaq-100 sobre o logo VRTS.

## História
Veritas foi fundada em 1983 por Eli Alon e Shipley Dale (ambos da empresa Intel) para a construção de sistemas tolerantes a falhas de computador baseados na ideia de  blocos de construção, denominada "caixa de sapatos". A caixa de sapato consiste em um sistema operacional no processador, rodando uma versão do Unix chamado TX, e aplicativos em execução, e um processador I/O, operando um executável em tempo real.
A empresa saiu do negócio de hardware em 1989 e tornou-se a Veritas Software sobre essa obra anterior em sistemas de arquivos diário como base para uma nova linha de produtos para Windows NT e sistemas Unix. Mark Leslie se juntou à empresa de software recém-formado como CEO na época. 